# Надаљ
Надаљ (мађ. Nádalja) је насељено место у општини Србобран у Србији, које се налази у средишњем делу Војводине и припада Јужнобачком управном округу. Према попису из 2022. било је 1.804 становника. Место је рођења српског архитекте и спортисте Момчила Тапавице, по ком носи назив основна школа у Надаљу.

## Географија
Надаљ се налази у Бачкој, на надморској висини од 80 m. На 2,5 km источно од центра села пролази регионални пут Нови Сад — Бечеј, а западно, на удаљености од 9,5 km је међународни пут Беч — Истанбул. Ова два пута су преко Надаља, Турије и Србобрана повезана локалним путем. Северозападни део надаљског атара пресеца пруга Сомбор — Бечеј, која је од села удаљена 3,6 km. Велики бачки канал обележава северну границу надаљског атара, а удаљеност од села је 1,7 km.

## Историја
На земљишту где се налази данашње село и атар Надаљ пре оснивања је постојала истоимена пустара која је припадала Шајкашком батаљону, делу Војне границе. Његова историја почиње од Ђурђевдана 1800. године када је пред шајкашким мајором бароном Ароном Станисављевићем ударен колац посред села, где сад крст. Село је основано 1800-1801. године, а већина првих Надаљчана се доселила из села Чеб, пошто је државна комора продала село мађарском велепоседнику Марфију. Први командант села био је стражмештер Деда Ђулинац, први парох, поп Теодор Георгијевић (Ђорђевић) и први учитељ Никола Кешански. Од оснивања до 1809. године, Надаљ и Чуруг су сачињавали једну (прву) чету Шајкашког батаљона, а од јануара 1809. године, Надаљ је одвојен од Чуруга, и спојен са Госпођинцима у једну чету. Сељаци у Војној граници су били ослобођени феудалних обавеза, али су заузврат морали да ратују за рачун Аустрије. У аустријским ратовима против Наполеона учествовали су и шајкаши из Надаља. 1816. године село је задесила велика поплава. Од тада па до револуције 1848/49. године, село је напредовало, нарочито у погледу сточарства.
Поп Шакрак-Нинић је парохијске црквене матице почео водити још у Чебу 1756. године (крштених и умрлих) и 1795. године (венчаних). Пре пресељења на пустару где ће нићи Надаљ 1801. године. Помиње се 1803. године први надаљски свештеник поп Тодор Ђорђевић. До градње православне цркве, служба се прво изводила у једној импровизованој тршчари годину дана, па дуже време у школској згради саграђеној од черпића. На црквеном своду (који дели олтар од солеје) је (1893) писало да је градња цркве трајала између 24/12. априла 1811. године и 27/15. августа 1813. године. Богомоља је освештана 12. децембра - 30. новембра 1813. године на дан Св. Андрије Првозваног, од стране проте жабаљског поп Саве Брчића и више свештеника.
У револуцији 1848/49. године и рату против мађарских револуционара, Надаљ је заузимао стратешки важан положај као део одбрамбеног система „Србобран“, пошто се налазио између Сентомаша и Фелдвара. Шајкаши из Надаља су учествовали у биткама за Сентомаш (13/14. јун, август, 21. септембар 1848) Међутим, након четврте битке код Сентомаша (3. априла 1849), мађарска војска је ушла у село и спалила га.
После грађанског рата 1848-1849. године током јула 1850. године, прављен је извештај о штети по Шајкашкој. Надаљска општина је пријавила штету на православној цркви у износу 12.226 ф. 50 новчића. Међутим, Поверенство је понудило мањи износ: тако за црквене утвари свака црква је добила исти износ од 810 ф. А за оправку и унутрашњи намештај предвиђено је за Надаљ 6.868 ф. а што укупно износи 7.678 ф. Толико је и Ратно министарство у Бечу одобрило.
Након завршетка револуције, Надаљ и Шајкашки батаљон су укључени у састав Војводства Србије и Тамишког Баната, али су остали под посебном војном управом. Пораз Аустрије у рату против Италије и Француске (1859) је довео до збацивања Баховог апсолутизма, а децембра 1860. и до укидања Војводства Србије и Тамишког Баната. Територија Војводине је дошла под жупанијску управу, али је Војна граница и даље остала под војном управом. Аустроугарском нагодбом из 1867. дотадашња јединствена Аустрија је подељена на Аустрију и Угарску, а територија данашње Војводине се налазила у саставу Угарске. Наредбом Фрање Јосифа од 9. јуна 1872. укинут је Шајкашки батаљон, а законом из 1873. је укључен у састав Бачко-бодрошке жупаније. Територија развојаченог батаљона је подељена на жабаљски и тителски срез, а Надаљ је припао жабаљском срезу. Овакво стање је остало до краја Првог светског рата 1918. У овом периоду је вршен покушај мађаризације са циљем стварања хомогеније Угарске.
Број становника Надаља је растао током друге половине 19. века. То је по свему српско место у којем живи 1880. године 1820 душа. Пописано је 1880. године у Надаљу 1673 Срба, 36 Мађара, 37 Немаца, а број "осталих" је 74. Код следећег пописа 1890. године, утростручио се број Мађара и Немаца, а број "осталих" готово ишчезао. Било је тада у селу укупно 2330 становника, од којих Срба 2083, Мађара 122, Немаца 111, Рутена 11 а "осталих" само три.
По православној парохијској статистици у месту је на крају 1891. године било: 2097 православаца, 372 православна дома, један свештеник, 341 ученик у две основне школе.
На Великој народној скупштини Војводине одржаној у Новом Саду 25. новембар 1918. донесена је одлука да се Бачка, Банат и Барања прикључе новој држави Срба, Хрвата и Словенаца. У новој југословенској држави је 1919. почела да се врши аграрна реформа. Сиромашним сељацима је у почетку дељена земља у поседу надаљске политичке општине, као и са поседа породице Ане Фернбах из Темерина, која је дуго ометала спровођење реформе. Сиромашним сељацима мађарске и немачке народности није било омогућено да добију земљу. Истовремено су надаљски добровољци са Солунског и Добруџанског фронта добили земљу са поседа Српске православне црквене општине (која није била предмет аграрне реформе), уз прећутну сагласност црквене општине. Међутим, 1920, након учвршћивања власти у новој држави и јењавања победничког расположења, Српска православна црквена општина је предузела све мере да уклони добровољце са своје земље и дошла је у отворени сукоб са њима. Ова ј спор је решен судским путем у корист црквене општине тек 1922. На основу расположиве документације, стиче се утисак да су до 1921. сви заинтересовани добили земљу, па је Жупанијски аграрни уред у Новом Саду доделио сељацима из Тараша, са друге стране Тисе, око 647 кј надаљске ритске земље. 3. септембра 1920. је донета Уредба о издавању земљишта великих поседа у четворогодишњи закуп, којом је реформа продужена за још четири године. Ова одлуке је лоше деловала и на земљопоседнике и на аграрне интересанте, јер њоме није решено ко је правни власник одузете и раздељене земље. Притиснути тим проблемом, надаљски сељаци нису имали интереса да интензивно обрађују земљу, што је условило ниске приносе. 1925 је озакоњен добровољни откуп велепоседничке земље, који је подразумевао слободну нагодбу између власника одузете земље и онога који ју је обрађивао. Нове правне околности су више одговарале велепоседницима, па је и у Надаљу закуп продужаван из године у годину. Добровољни откуп није био у потпуности окончан до пропасти Краљевине Југославије, но без обзира на то, сељаци су је несметано обрађивали, а власничко право су добили после 1945, односно аграрним законима социјалистичке Југославије.
Војска Хортијеве Мађарске је током Априлског рата ушла у Надаљ 13. априла 1941. Како је Мађарска сматрала Бачку својим интегралним делом, војне власти су вршиле мобилизацију сеоских младића у војне и радничке јединице, које су касније упућиване на фронтове. Током рата, у селу се налазило неколико партизанских база и склоништа. За разлику од већина села Шајкашке, у Надаљу се нису десила убиства Срба током рације, заслугом председника општина Маћаша Фазекаша и жандара Иштвана Вирага, сарадника НОБ-а, који су спречили провокатора из Чуруга да изазове масакр. Изговор који су спречена убиства и прогони Срба је било да у селу живе бројни назарени, којима вера забрањује да узимају оружје у руке.
Надаљ је ослободила III чета II шајкашког одреда 22. октобра 1944. Десетак дана по ослобођењу места у Надаљ су стигли припадници Црвене армије, а на ливади изван села је био аеродром 165. и 166. ловачког пука из састава ваздушних снага под командом генерала Андреја Витрука. Почетком 1945. са аеродрома поред Надаља ратне задатке су извршавали 422. јуришни и 112. ловачки пук. Укупно је у Другом светском рату погинуло 74 мештана.

## Демографија
У насељу Надаљ живи 1702 пунолетна становника, а просечна старост становништва износи 40,1 година (39,3 код мушкараца и 40,8 код жена). У насељу има 765 домаћинстава, а просечан број чланова по домаћинству је 2,88.
Ово насеље је углавном насељено Србима (према попису из 2002. године).
|  |

| Демографија | Демографија | Демографија |
| Година      | Становника  | Становника  |
| ----------- | ----------- | ----------- |
| 1948.       | 2.554       |             |
| 1953.       | 2.490       |             |
| 1961.       | 2.441       |             |
| 1971.       | 2.163       |             |
| 1981.       | 2.042       |             |
| 1991.       | 1.952       | 1.942       |
| 2002.       | 2.202       | 2.223       |

| Етнички састав према попису из 2002.‍ | Етнички састав према попису из 2002.‍ | Етнички састав према попису из 2002.‍ | Етнички састав према попису из 2002.‍ | Етнички састав према попису из 2002.‍ |
| ------------------------------------ | ------------------------------------ | ------------------------------------ | ------------------------------------ | ------------------------------------ |
|                                      |                                      |                                      |                                      |                                      |
| Срби                                 | Срби                                 |                                      | 1.794                                | 81,47%                               |
| Мађари                               | Мађари                               |                                      | 163                                  | 7,40%                                |
| Роми                                 | Роми                                 |                                      | 82                                   | 3,72%                                |
| Југословени                          | Југословени                          |                                      | 56                                   | 2,54%                                |
| Муслимани                            | Муслимани                            |                                      | 16                                   | 0,72%                                |
| Русини                               | Русини                               |                                      | 15                                   | 0,68%                                |
| Хрвати                               | Хрвати                               |                                      | 8                                    | 0,36%                                |
| Црногорци                            | Црногорци                            |                                      | 6                                    | 0,27%                                |
| Руси                                 | Руси                                 |                                      | 6                                    | 0,27%                                |
| Немци                                | Немци                                |                                      | 6                                    | 0,27%                                |
| Македонци                            | Македонци                            |                                      | 3                                    | 0,13%                                |
| Украјинци                            | Украјинци                            |                                      | 2                                    | 0,09%                                |
| Румуни                               | Румуни                               |                                      | 2                                    | 0,09%                                |
| Словаци                              | Словаци                              |                                      | 1                                    | 0,04%                                |
| Буњевци                              | Буњевци                              |                                      | 1                                    | 0,04%                                |
| Албанци                              | Албанци                              |                                      | 1                                    | 0,04%                                |
| непознато                            | непознато                            |                                      | 18                                   | 0,81%                                |

| \| \| м \| \| \| ж \| \| ? \| 2 \| \| \| 1 \| \| 80+ \| 28 \| \| \| 27 \| \| 75—79 \| 34 \| \| \| 54 \| \| 70—74 \| 56 \| \| \| 67 \| \| 65—69 \| 53 \| \| \| 76 \| \| 60—64 \| 49 \| \| \| 78 \| \| 55—59 \| 53 \| \| \| 59 \| \| 50—54 \| 58 \| \| \| 85 \| \| 45—49 \| 90 \| \| \| 71 \| \| 40—44 \| 97 \| \| \| 84 \| \| 35—39 \| 69 \| \| \| 61 \| \| 30—34 \| 78 \| \| \| 62 \| \| 25—29 \| 65 \| \| \| 61 \| \| 20—24 \| 58 \| \| \| 62 \| \| 15—19 \| 83 \| \| \| 87 \| \| 10—14 \| 65 \| \| \| 80 \| \| 5—9 \| 62 \| \| \| 79 \| \| 0—4 \| 53 \| \| \| 55 \| \| Просек : \| 39,3 \| \| \| 40,8 \| |      |  |  |      |
| |      |  |  |      |
| | м    |  |  | ж    |
| ? | 2    |  |  | 1    |
| 80+ | 28   |  |  | 27   |
| 75—79 | 34   |  |  | 54   |
| 70—74 | 56   |  |  | 67   |
| 65—69 | 53   |  |  | 76   |
| 60—64 | 49   |  |  | 78   |
| 55—59 | 53   |  |  | 59   |
| 50—54 | 58   |  |  | 85   |
| 45—49 | 90   |  |  | 71   |
| 40—44 | 97   |  |  | 84   |
| 35—39 | 69   |  |  | 61   |
| 30—34 | 78   |  |  | 62   |
| 25—29 | 65   |  |  | 61   |
| 20—24 | 58   |  |  | 62   |
| 15—19 | 83   |  |  | 87   |
| 10—14 | 65   |  |  | 80   |
| 5—9 | 62   |  |  | 79   |
| 0—4 | 53   |  |  | 55   |
| Просек : | 39,3 |  |  | 40,8 |

| Година пописа     | 1948. | 1953. | 1961. | 1971. | 1981. | 1991. | 2002. |
| ----------------- | ----- | ----- | ----- | ----- | ----- | ----- | ----- |
| Број домаћинстава | 689   | 732   | 760   | 729   | 722   | 727   | 765   |

| Број чланова      | 1   | 2   | 3   | 4   | 5  | 6  | 7 | 8 | 9 | 10 и више | Просек |
| ----------------- | --- | --- | --- | --- | -- | -- | - | - | - | --------- | ------ |
| Број домаћинстава | 175 | 205 | 133 | 125 | 76 | 33 | 9 | 6 | 2 | 1         | 2,88   |

| Пол    | Укупно | Неожењен/Неудата | Ожењен/Удата | Удовац/Удовица | Разведен/Разведена | Непознато |
| ------ | ------ | ---------------- | ------------ | -------------- | ------------------ | --------- |
| Мушки  | 873    | 263              | 536          | 46             | 23                 | 5         |
| Женски | 935    | 161              | 528          | 205            | 40                 | 1         |
| УКУПНО | 1.808  | 424              | 1.064        | 251            | 63                 | 6         |

| Пол    | Укупно                    | Пољопривреда, лов и шумарство | Рибарство                            | Вађење руде и камена | Прерађивачка индустрија       |
| ------ | ------------------------- | ----------------------------- | ------------------------------------ | -------------------- | ----------------------------- |
| Мушки  | 437                       | 194                           | 0                                    | 4                    | 83                            |
| Женски | 230                       | 108                           | 0                                    | 0                    | 29                            |
| Укупно | 667                       | 302                           | 0                                    | 4                    | 112                           |
|        |                           |                               |                                      |                      |                               |
| Пол    | Производња и снабдевање   | Грађевинарство                | Трговина                             | Хотели и ресторани   | Саобраћај, складиштење и везе |
| Мушки  | 6                         | 64                            | 21                                   | 4                    | 22                            |
| Женски | 1                         | 4                             | 31                                   | 5                    | 1                             |
| Укупно | 7                         | 68                            | 52                                   | 9                    | 23                            |
|        |                           |                               |                                      |                      |                               |
| Пол    | Финансијско посредовање   | Некретнине                    | Државна управа и одбрана             | Образовање           | Здравствени и социјални рад   |
| Мушки  | 0                         | 7                             | 5                                    | 4                    | 2                             |
| Женски | 2                         | 4                             | 11                                   | 16                   | 10                            |
| Укупно | 2                         | 11                            | 16                                   | 20                   | 12                            |
|        |                           |                               |                                      |                      |                               |
| Пол    | Остале услужне активности | Приватна домаћинства          | Екстериторијалне организације и тела | Непознато            | Непознато                     |
| Мушки  | 5                         | 0                             | 0                                    | 16                   | 16                            |
| Женски | 4                         | 1                             | 0                                    | 3                    | 3                             |
| Укупно | 9                         | 1                             | 0                                    | 19                   | 19                            |

## Привреда
Главно занимање становника Надаља је пољопривреда. У селу од индустрије постоји само циглана.

## Познати Надаљчани
- Стеван Сурдучки — командант Шајкашког батаљона за време Револуције 1848/49.
- Момчило Тапавица — први Србин који је учествовао на Олимпијским играма и освајач трећег места у тенису.
- Лазар Ракић — историчар